# Villa Vopelius

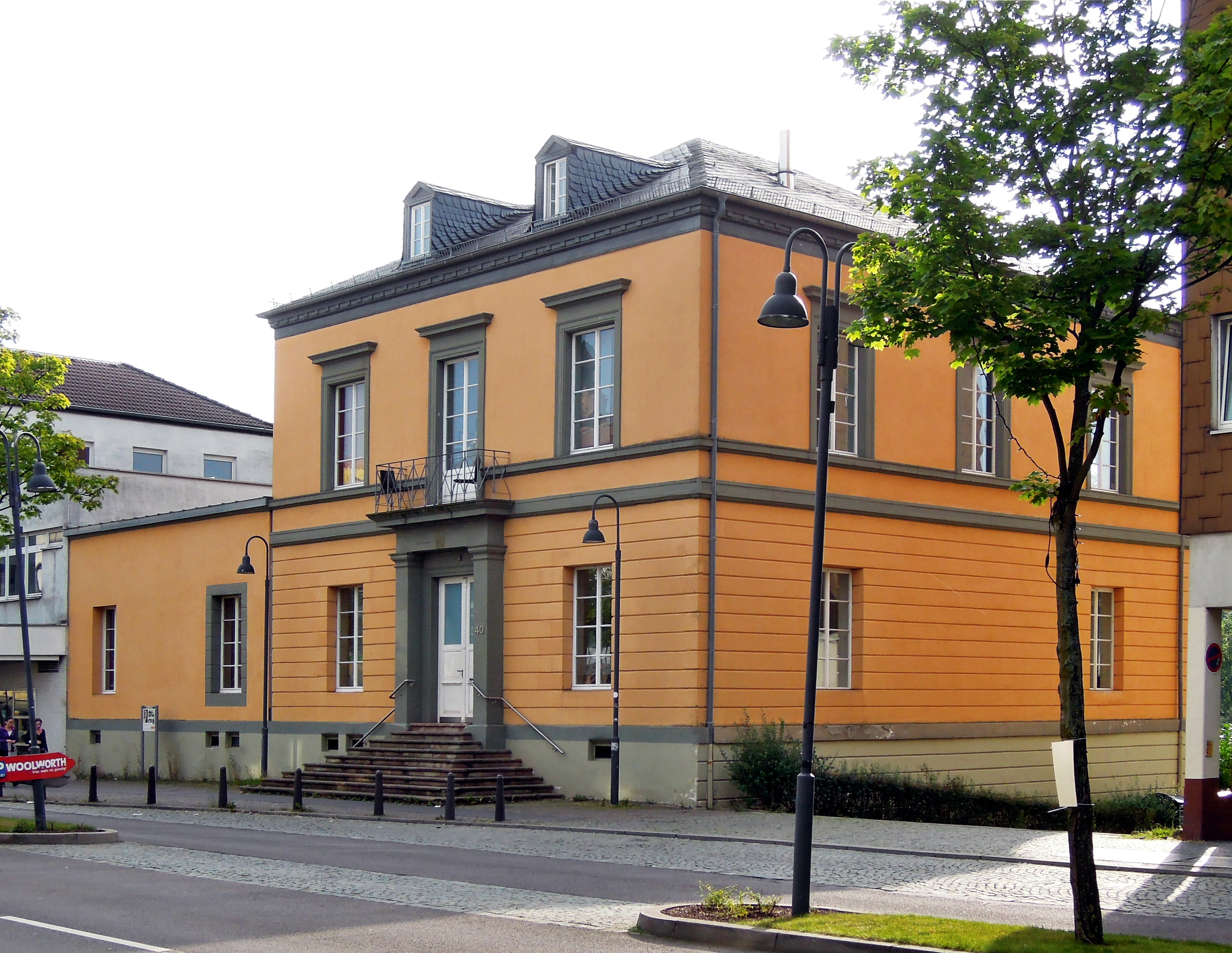
Die Villa Vopelius in der Sulzbachtalstraße

Die Villa Vopelius ist eine neoklassizistische Stadtvilla in Sulzbach/Saar. Das Gebäude steht als Einzeldenkmal seit 1982 unter Denkmalschutz.

## Geschichte
Die junge Witwe Charlotte Sophie Braun, geb. Vopelius (1795–1864) erteilte 1837 einem italienischen Architekten den Auftrag, auf dem herrschaftlichen Anwesen ihres Vaters, des Glasfabrikanten Carl Philipp Vopelius (1764–1828), eine Familienvilla zu erbauen. 1864 erbte Charlottes Sohn Carl Vopelius (1830–1881) das Anwesen und ließ zwei flachgedeckte vorspringende Seitenflügel anbauen, die mit dem Kernbau an der Vorderseite einen Ehrenhof bildeten.:126
Ab dem Jahr 1918 wurde die Villa Vopelius privat vermietet, 1945 dann von der Stadt Sulzbach aufgekauft, die dort nach Beseitigung der Kriegsschäden günstigen Wohnraum anbot. Durch eine Veränderung der Verkehrsführung wurde der originale
Zugangsbereich zerstört und die ursprünglich zur Straße hin vorgezogenen Seitenflügel zu Anbauten reduziert. Ab 1980 stand das Gebäude zunächst leer und wurde 1982 an eine Frankfurter Immobilienfirma verkauft. Der westliche Anbau wurde abgerissen, Teile der Gartenanlage ebenfalls. Nach einem langen Rechtsstreit, in dessen Verlauf die Villa stark verfiel, wurde das Haus 1996 erneut veräußert und bis 1998 zu Eigentumswohnungen umgewandelt.:126f

## Architektur
Der quadratische Bau mit flachem Zeltdach ist in neoklassizistischen Formen gehalten und über einem Sockel zweigeschossig angelegt. Das einstmals schiefergedeckte Dach besitzt auf der Vorder- und der Rückseite jeweils zwei kleine Gauben.
Die Straßenfassade ist axialsymmetrisch und dreiachsig. Die mittlere der drei Fensterachsen wird durch eine Portalarchitektur hervorgehoben. Im Erdgeschoss wird die Eingangstür mit Pyramidentreppe von Pilastern toskanischer Ordnung und einer Türverdachung gerahmt, die aus einem Architrav und dem im Gegensatz zum Fenstergesims stärker betonten, umlaufenden Gurtgesims besteht. Über der Eingangstür befindet sich ein kleiner Balkon mit schmiedeeisernem Geländer und Fenstertür. Während die Sprossenfenster im Erdgeschoss schmucklos sind, besitzen Tür und Fenster im Obergeschoss eine architravierte Rahmung und eine Verdachung mit starker Profilierung.
Die gesamte Fassade war ursprünglich ockerfarben und wird durch Geschossgesimse und Bänderrustika stark horizontal gegliedert. Nur das Obergeschoss ist glatt verputzt, wird aber durch ein umlaufendes Fenstergesims gegliedert und durch ein umlaufendes Traufgesims mit Zahnschnitt abgeschlossen. Während die westliche Seitenfassade der Straßenfassade gleicht, wird die dreigeschossige Gartenseite der Villa durch eine zweigeschossige Loggia aus Sandstein beherrscht. Diese ist aufwendig gestaltet. Dem zur Gartenseite vollständig sichtbaren Sockelgeschoss sind fünf Arkaden vorgelagert. Im Erdgeschoss öffnet sich die Loggia zu einer flachgedeckten Säulenhalle mit sechs toskanischen Säulen, auf denen ein Architrav und ein Gesims liegen, das sich im um die Villa führenden Gurtgesims fortsetzt. An der Rückwand des Hauses ruht der Architrav auf zwei Wandvorlagen mit toskanischem Kapitell. Zwischen den Säulen sind moderne schmiedeeiserne Geländer montiert. Wie die Vorderseite ist auch die Rückseite dreiachsig gegliedert. Alle Geschosse sind hier symmetrisch gegliedert mit einer mittleren Tür und hochrechteckigen Fenstern links und rechts davon. Im Gegensatz zur Frontseite sind Tür und Fenster im Erdgeschoss auf der Rückseite aber gerahmt.
An der östlichen Seite schließt sich der erhaltene Anbau an. Zur Straßenseite hin ist er eingeschossig über einem Sockel mit Sockelgesims angelegt und endet nach oben in der Höhe des Fenstergesimses des zentralen Baus. Der schmucklose Anbau besitzt auf der Vorderseite zwei Fenster. Die Gartenseite ist zweigeschossig und tritt gegenüber dem Kernbau leicht zurück. Das Kellergeschoss ist mit Arkaden und horizontalen Bänderrustika gestaltet. Das ebenfalls rustizierte Erdgeschoss des Anbaus besitzt drei Fensterachsen. In Höhe des Obergeschosses befindet sich eine Dachterrasse, die von einer Brüstung aus kunstvoll gemauerten Ziegeln gesichert wird. Da die Vorderseite des Anbaus früher vor den Kernbau trat und aufgrund der Verbreiterung der Sulzbachtalstraße gekürzt werden musste, lässt nur noch die prachtvolle Rückseite erahnen, wie der Bau auf der Frontseite einst ausgesehen haben könnte.
Von dem einstmals repräsentativen Inneren ist nach dem umfassenden Umbau in den 1980er-Jahren nicht mehr viel erhalten geblieben. Im Erdgeschoss gruppierten sich zuvor hohe Räume um eine Eingangshalle, die den Blick vom Eingang in den parkähnlichen Garten freigab, und einen größeren Saal. Während das Erdgeschoss zu Repräsentationszwecken genutzt wurde, waren im Obergeschoss die Schlafräume untergebracht. Im Dachgeschoss befanden sich die Räume für das Personal, im Keller waren die Küche und die Vorratsräume.:129
Alte Postkarten zeigen hinter dem Haus einen parkähnlichen Garten, von dem heute nichts mehr erhalten ist. Das Haus selbst besitzt nur noch einen sehr kleinen Grünstreifen hinter dem Haus, dann folgt eine Zufahrt zum Parkplatz des benachbarten Einkaufszentrums. Daran schließt sich der Stadtpark an.